# Vaux-sur-Seine
Vaux-sur-Seine là một xã thuộc tỉnh Yvelines, trong vùng Île-de-France, Pháp, à 20 km về phía đông của Mantes-la-Jolie. Tên gọi « Vaux » bắt nguồn từ tiếng Latin valles, có nghĩa là thung lũng.
Người dân địa phương trong tiếng Pháp gọi là Vauxois. 
Các đơn vị giáp ranh: Évecquemont về phía tây, Menucourt và Boisemont về phía bắc, Triel-sur-Seine về phía đông còn bên kia sông Seine là Verneuil-sur-Seine về phía nam.
==Tham khảo==